# Segistriites cromei
Genre
Espèce
Segistriites cromei, unique représentant du genre Segistriites, est une espèce fossile d'araignées aranéomorphes de la famille des Dysderidae.

## Distribution
Cette espèce a été découverte à Willershausen, Kalefeld en Basse-Saxe en Allemagne. Elle date du Néogène.

## Publication originale
- Straus, 1967 : Zur Paläontologie des Pliozäns von Willershausen. Berichte der Naturhistorischen Gesellschaft Hannover, vol. 111, p. 15–24.